# 金银桃

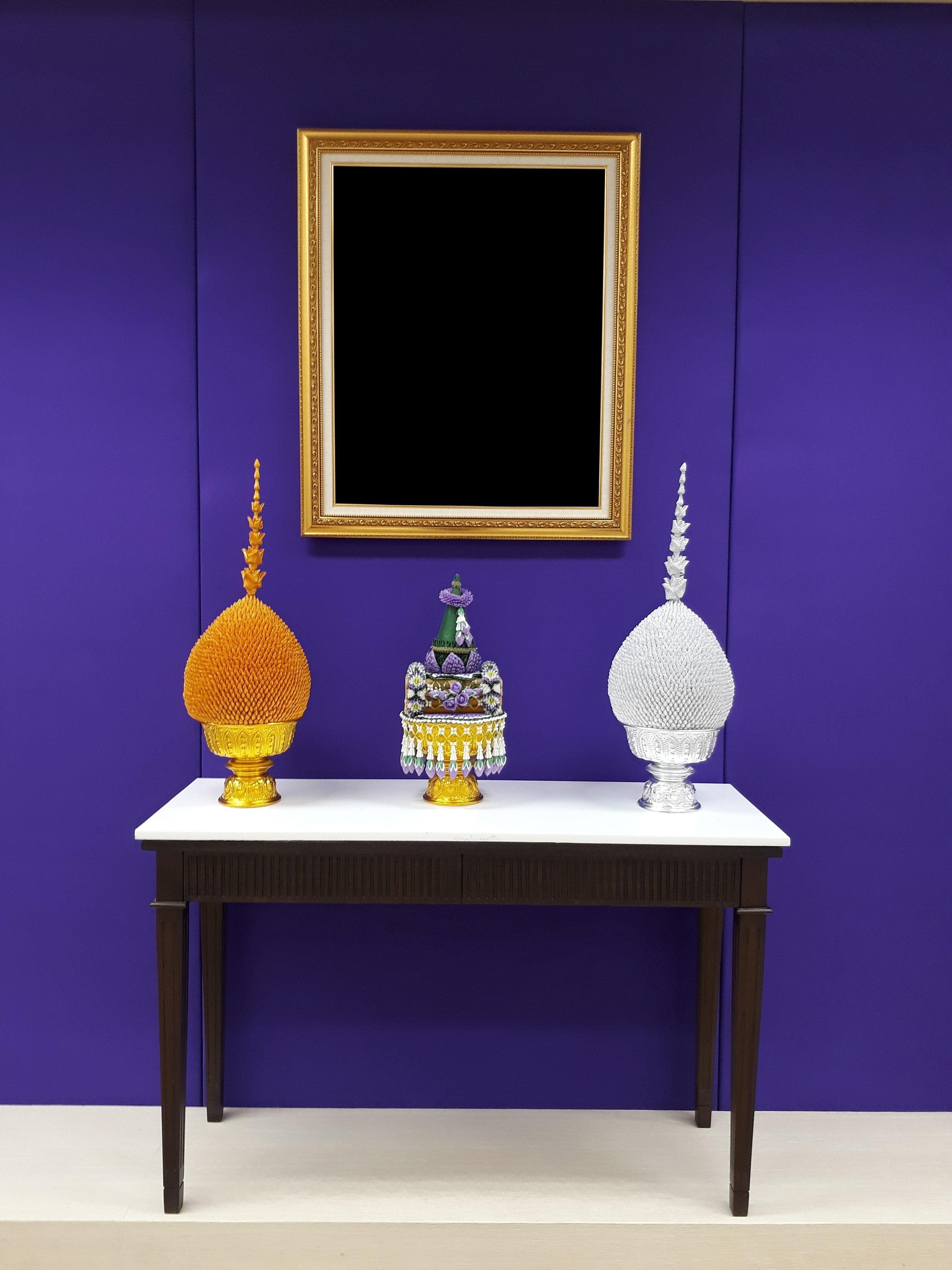
摆放在案桌上的金银桃

金银桃，又称金银塔、蛋形供花盘，是泰国的佛教供品，用鲜花或干花制成，因外形像桃子而得名。一般是一金一银，摆放在佛像的左右供奉。另外金银桃也有步步高升、事业顺利的含义。